# Minuartia
Minuartia là danh pháp khoa học của một chi thực vật có hoa trong họ Cẩm chướng (Caryophyllaceae). Chi này được Carl Linnaeus ghi trong Species Plantarum ấn bản 1 năm 1753 là do Pehr Löfling thiết lập và nhắc lại trong Genera Plantarum ấn bản 5 năm 1754. Linnaeus đề cập tới 3 loài là Minuartia dichotoma, M. campestris và M. montana.

## Từ nguyên
Tên chi là để vinh danh nhà thực vật học kiêm dược sĩ người Tây Ban Nha là Juan Minuart (1693–1768).

## Phân bố
Các loài trong chi này phân bố rộng khắp ở Bắc bán cầu, chủ yếu tại châu Âu, miền bắc và đông bắc châu Phi, tây nam và miền trung châu Á cũng như khu vực miền núi thuộc Kavkaz.

## Đặc điểm
Một số loài Minuartia trước đây từng được xếp trong chi Arenaria cũng như trong chi Alsine (hiện nay không được công nhận). Cho tới trước năm 2014, một số tác giả như The Plant List hay World Flora Online công nhận chi này chứa 108 loài cùng 26 phân loài/thứ.
Năm 2014, chi Minuartia nghĩa rộng (sensu lato) đa ngành đã được định nghĩa lại, với nhiều loài được chuyển sang các chi khác, như Cherleria, Eremogone, Facchinia, Mcneillia, Minuartiella, Mononeuria, Pseudocherleria, Rhodalsine, Sabulina và Triplateia. Minuartia nghĩa hẹp (sensu stricto) có các đặc trưng như sau: lá thẳng-có lông cứng; 5 lá đài nhọn với 3, 5 hoặc 9 gân; 5 cánh hoa màu trắng; 3 vòi nhụy, tạo thành quả nang 3 phần. Minuartia bao gồm các loài cây nhỏ một năm hoặc lâu năm, sống trong những điều kiện khắc nghiệt như trên các gờ đá và trong đất lẫn nhiều đá.

## Các loài
Patricia Hernández-Ledesma et al. (2015) công nhận chi này theo nghĩa hẹp chứa 54 loài. Plants of the World Online hiện ghi nhận 67 loài thuộc chi này, như liệt kê dưới đây.
- Minuartia abchasica Schischk., 1936
- Minuartia adenotricha Schischk., 1936
- Minuartia aksoyi Koç & Hamzaoğlu, 2012
- Minuartia alpuensis Çilden & Altınözlü, 2020
- Minuartia anatolica (Boiss.) Woronow, 1914
- Minuartia athoa (Griseb.) Kamari, 1997
- Minuartia bosniaca (Beck) K.Malý, 1908
- Minuartia bulgarica (Velen.) Graebn., 1918
- Minuartia buschiana Schischk., 1936
- Minuartia campestris L., 1753
- Minuartia confusa (Boiss.) Maire & Petitm., 1908
- Minuartia corymbulosa (Boiss. & Balansa) McNeill, 1962
- Minuartia cymifera (Rouy & Foucaud) Graebn., 1918
- Minuartia decipiens (Fenzl) Bornm., 1914
- Minuartia dichotoma L., 1753
- Minuartia ebracteolata Majumdar & G.S.Giri, 1983
- Minuartia ellenbeckii (Engl.) M.G.Gilbert, 1991
- Minuartia erythrosepala (Boiss.) Hand.-Mazz., 1912
- Minuartia eurytanica (Boiss. & Heldr.) Hand.-Mazz., 1909
- Minuartia euxina Klokov, 1974
- Minuartia filifolia (Forssk.) Mattf., 1922
- Minuartia funkii (Jord.) Graebn., 1918
- Minuartia globulosa (Labill.) Schinz & Thell., 1907
- Minuartia glomerata (M.Bieb.) Degen, 1910
- Minuartia granuliflora (Fenzl) Grossh., 1930
- Minuartia greuteriana Kamari, 1995
- Minuartia hamata (Hausskn.) Mattf., 1921
- Minuartia hamzaoglui Koç & Aksoy, 2013
- Minuartia hirsuta (M.Bieb.) Hand.-Mazz., 1909
- Minuartia hondoensis (Ohwi) Ohwi, 1953
- Minuartia innominata McNeill, 1963
- Minuartia intermedia (Boiss.) Hand.-Mazz., 1912
- Minuartia isaurica McNeill, 1969
- Minuartia kitanovii Panov, 1974
- Minuartia krascheninnikovii Schischk., 1936
- Minuartia lanuginosa (H.J.Coste) Braun-Blanq., 1931
- Minuartia leucocephala (Boiss.) Mattf., 1921
- Minuartia leucocephaloides (Bornm.) Bornm., 1921
- Minuartia libanotica (Boiss.) Bornm., 1914
- Minuartia mairei Quézel, 1954
- Minuartia meyeri (Boiss.) Bornm., 1910
- Minuartia micrantha Schischk., 1936
- Minuartia montana L., 1753
- Minuartia mucronata (L.) Schinz & Thell., 1907
- Minuartia multinervis (Boiss.) Bornm., 1915
- Minuartia nifensis McNeill, 1969
- Minuartia palyzanica Proskur., 1987
- Minuartia parvulorum Mouterde & Sam. ex Rech.f., 1952
- Minuartia pauciflora (Kit.) Dvořáková, 2003
- Minuartia perdita Dvořáková, 1999
- Minuartia recurva (All.) Schinz & Thell., 1907
- Minuartia rostrata (Pers.) Rchb., 1841
- Minuartia rumelica Panov, 1973
- Minuartia sandwithii Maire & N.D.Simpson, 1949
- Minuartia sclerantha (Fisch. & C.A.Mey.) Thell., 1912
- Minuartia setacea (Thuill.) Hayek, 1908
- Minuartia sintenisii (H.Lindb.) Rech.f., 1951
- Minuartia stereoneura Mattf., 1921
- Minuartia stojanovii (Kitan.) Kožuharov & Kuzmanov, 1966
- Minuartia strandjensis Panov, 1996
- Minuartia tchihatchewii (Boiss.) Hand.-Mazz., 1912
- Minuartia tenuissima (Pomel) Mattf., 1922
- Minuartia torosensis Koç & Hamzaoğlu, 2019
- Minuartia tricostata A.P.Khokhr., 1981
- Minuartia turcica Koç, 2011
- Minuartia valedictionis McNeill, 1969
- Minuartia woronowii Schischk., 1936